# ويليام برستون (لاعب كريكت)
ويليام برستون (1 فبراير 1874 - 22 نوفمبر 1941) (بالإنجليزية: William Preston)‏ هو سياسي ولاعب كريكت بريطاني (وحمل سابقاً جنسية المملكة المتحدة لبريطانيا العظمى وأيرلندا).